# Dieren in de Koran
Dit artikel gaat over de dieren in de Koran. 
Hoewel meer dan 200 verzen in de Koran over verschillende dieren gaan en zes hoofdstukken van de Koran naar dieren vernoemd zijn, is het dierenleven geen overheersend thema in de Koran. 
In de Koran wordt vermeld Allah (God) heeft de dieren uit water geschapen die op aarde leven. Dieren komen soms in positieve verhalen voor zoals de walvis die de profeet Yunus (Jona) opslok en op het strand uitspuwde, maar ook negatieve verhalen voor zoals het verhaal met de olifanten die de Kaäba wouden vernietigen. Het bekendste verhaal is over de profeet Nuh (Noach) die van elk diersoort een paar verzamelde in zijn ark tijdens de Zondvloed. Soms worden dieren vermeld of ze wel of niet gegeten mogen worden, zoals het varken dat verboden is voor moslims.

## Lijst van dieren
In de Koran worden er 31 dieren genoemd bij naam, deze zijn als volgt:
- Aap wordt 3 keer genoemd in 3 verzen
- Bij wordt 1 keer genoemd in 1 vers
- Ezel, ezel, wordt 5 keer genoemd in 5 verzen
- Geit wordt 1 keer genoemd in 1 vers
- Hond wordt 5 keer genoemd in 3 verzen
- Hop wordt 1 keer genoemd in 1 vers
- Kalf wordt 10 keer genoemd in 10 verzen
- Kameel wordt 15 keer in 15 verzen genoemd
- Kikker wordt 1 keer genoemd in 1 vers
- Koe wordt 9 keer genoemd in 9 verzen
- Kraai wordt 2 keer genoemd in 1 vers
- Kwartel wordt 3 keer genoemd in 3 verzen
- Leeuw wordt 1 keer genoemd in 1 vers
- Luizen worden 1 keer genoemd in 1 vers
- Mier wordt 3 keer genoemd in 1 vers
- Mottenmatras wordt 1 keer genoemd in 1 vers
- Mug wordt 1 keer genoemd in 1 vers
- Muilezel wordt 1 keer genoemd in 1 vers
- Olifant wordt 1 keer genoemd in 1 vers
- Ooi wordt 4 keer genoemd in 2 verzen
- Paard wordt 6 keer genoemd in 6 verzen
- Schaap worden 3 keer genoemd in 3 verzen
- Slang wordt 5 keer genoemd in 5 verzen
- Spin wordt 2 keer genoemd in 1 vers
- Sprinkhaan wordt 2 keer genoemd in 2 verzen
- Vee wordt 33 keer genoemd, in 31 verzen
- Vis wordt 5 keer genoemd in 5 verzen
- Vliegen worden 1 keer genoemd in 1 vers
- Varken wordt 5 keer genoemd in 5 verzen
- Vogel wordt 18 keer genoemd in 16 verzen
- Wolf wordt 3 keer genoemd in 3 verzen

Verder zijn er een zes hoofdstukken vernoemd naar een dier. Deze zijn als volgt:
- Hoofdstuk De Koe naar de koe
- Hoofdstuk Het Vee naar het vee
- Hoofdstuk De Bijen naar de bij
- Hoofdstuk De Mieren naar de mier
- Hoofdstuk De Spin naar de spin
- Hoofdstuk De Olifant naar de olifant